# Helmut Kassner

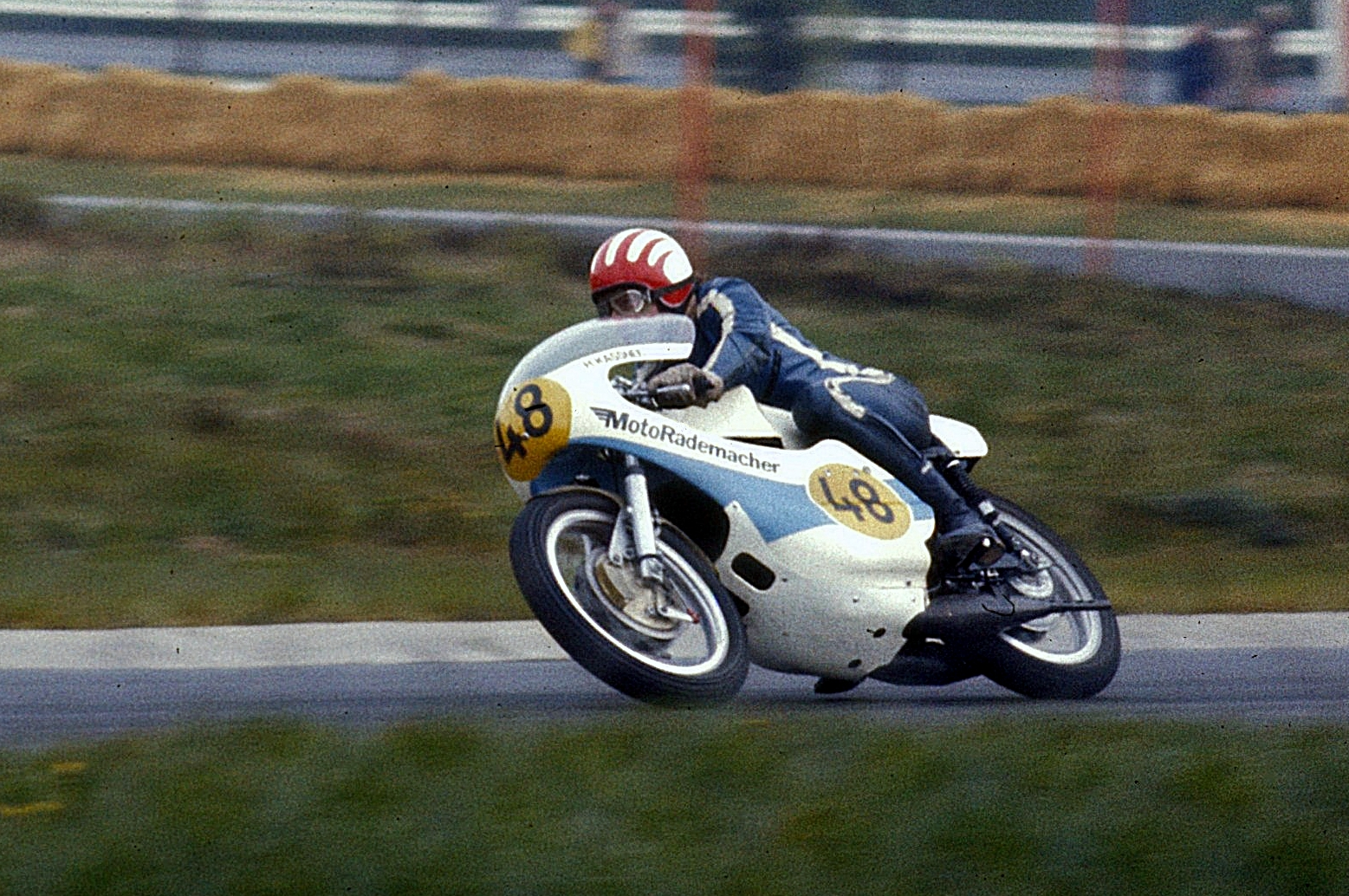
Helmut Kassner tijdens de Grand Prix van Duitsland 1974.

Helmut Kassner (Dachau, 26 december 1946) is een Duits voormalig motorcoureur. Hij is tweevoudig Grand Prix-winnaar in het wereldkampioenschap wegrace. Zijn broer Horst Kassner was eveneens motorcoureur.

## Carrière
Kassner maakte in 1973 zijn internationale motorsportdebuut in het wereldkampioenschap wegrace in zowel de 350 cc- als de 500 cc-klasses tijdens de Grand Prix van Duitsland en de Isle of Man TT op een Yamaha. In 1974 won hij in beide klasses zijn thuisrace; ook werd hij in de 500 cc-klasse tweede achter Edmund Czihak. Deze race werd door alle reguliere coureurs geboycot, omdat zij de Nürburgring Nordschleife te gevaarlijk vonden. Hierdoor kwamen enkel een aantal thuisrijders aan de start. In de rest van het seizoen behaalde hij geen noemenswaardige resultaten. Tussen 1974 en 1977 won hij wel ieder jaar de titel in het Duitse 500 cc-kampioenschap.
In 1975 reed Kassner in een volledig 500 cc-seizoen, maar wist hij enkel met een negende plaats in de Isle of Man TT tot scoren. Met 2 punten eindigde hij op plaats 41. Ook werd hij in hetzelfde evenement achtste in de 250 cc-klasse. Daarnaast won hij de 350 cc-klasse van het Duits kampioenschap wegrace. In 1976 stapte hij binnen de 500 cc over naar een Suzuki. Hij reed zes races, waarin hij in de TT van Assen negende werd en in de Grand Prix van België als tiende eindigde. Hierdoor eindigde hij met 3 punten op plaats 38 in het klassement.
In 1977 reed Kassner in het WK 350 cc op een Yamaha en in het WK 500 cc op een Suzuki. Ook reed hij in Joegoslavië de 250 cc-race voor Yamaha, maar kwam hierin niet aan de finish. In de 350 cc was een achtste plaats in de seizoensfinale in Groot-Brittannië zijn beste resultaat, waardoor hij met 8 punten dertigste werd in het kampioenschap. In de 500 cc was een vierde plaats in Oostenrijk zijn hoogste klassering en werd hij met 9 punten achttiende in de eindstand. In 1978 reed hij zijn laatste Grand Prix in de 500 cc-klasse voor Suzuki in Oostenrijk, waarin hij dertiende werd.